# Formats de tournoi de Magic : L'Assemblée
 (mars 2025).
- Si vous ne connaissez pas le sujet, laissez ce bandeau (vous pouvez alors contacter les auteurs).
- Si vous supprimez le contenu mis en cause (vous pouvez préalablement contacter les auteurs),

argumentez précisément cette suppression dans la page de discussion
(un manque de référence n'est pas un argument ; une recherche réelle de référence doit avoir été effectuée, être formellement documentée).
 (septembre 2024).
Si vous disposez d'ouvrages ou d'articles de référence ou si vous connaissez des sites web de qualité traitant du thème abordé ici, merci de compléter l'article en donnant les références utiles à sa vérifiabilité et en les liant à la section « Notes et références ».
 (mars 2025).
Cette page détaille les formats de tournoi du jeu de cartes à collectionner Magic : L'Assemblée
Un des intérêts du jeu Magic tient dans le fait que chaque joueur constitue son jeu en puisant dans la collection de cartes qu'il possède (ou dans les cartes qu'il reçoit lors d'un tournoi en limité). Chaque joueur ignore ainsi ce que son adversaire lui a préparé. Les règles de base prévoient des contraintes minimales pour la constitution des jeux : ils doivent comporter au minimum soixante cartes (et quarante en limité). Cependant, Magic étant aussi un jeu de cartes à collectionner, les joueurs ayant un investissement financier plus important augmentent sensiblement leurs chances de gagner. Afin de limiter l'avantage donné aux joueurs les plus riches et/ou au vieux joueurs et préserver l'intérêt des tournois, différents types de tournois ont été mis en place,,,.

## Le type 1 (vintage)
Le Vintage (anciennement appelé Type 1) est le plus ancien format de jeu. Toutes les cartes depuis les débuts du jeu y sont autorisées, y compris les cartes promotionnelles et celles issues de séries spéciales (comme les decks Commander), à l'exception des éditions humoristiques Unglued et Unhinged. Pour que le format conserve un intérêt, les cartes trop puissantes sont restreintes à un seul exemplaire par deck. 

### Liste des cartes interdites
Certaines cartes sont bannies. Ces cartes interagissent avec la mise ou permettent de devenir le propriétaire des cartes de l'adversaire (on les appelle cartes de mise), font appel à la dextérité du joueur en demandant d'être lancées sur la table, ou posent de gros problèmes logistiques comme la carte Shahrazad, qui permet de jouer une sous-partie. Les cartes de type conspiration sont également interdites. Sont donc interdites: 
- Les cartes ayant le type conspiration (25 cartes)
- Les cartes se référant au jeu avec mise (9 cartes)
- Chaos Orb
- Falling Star
- Shahrazad

### Liste des cartes limitées à un seul exemplaire
Et d'autres cartes sont restreintes à 1 exemplaire maximum par deck à cause du déséquilibre qu'elles entraînent :
| - A mon seul désir - Académie tolariane - Anneau solaire - Ancestral Recall - Arche de mana - Aubaine - Balance - Black Lotus - Bricolage - Calice du vide - Consultation démoniaque - Contemplation - Crypte de mana - Diamant de l'œil du lion - Enchaînements - Flash - Flot soudain - Fortune des mers - Fouille temporelle - Golem de magnétite - Imperial Seal - Library of Alexandria - Jarre-mémoire - Marché selon Yaugzebul - Mine des morts-terrains - Mox Emerald - Mox Jet - Mox Pearl - Mox Ruby - Mox Sapphire - Nécropuissance - Parchemin du marchand | - Pétale de lotus - Précepteur diabolique - Précepteur vampirique - Préceptrice mystique - Remue-méninges - Roue de la fortune - Sonde gitaxienne - Time Vault - Time Walk - Timetwister - Transfert - Trinisphère - Volonté de Yaugzebul |

## Le type 2 (standard)
Afin de diversifier les tournois, de promouvoir les dernières extensions sorties et permettre aux nouveaux joueurs de participer, un second format de tournoi est rapidement mis en place : le type 2 (ou standard). Le nombre minimum de cartes est ramené à soixante et surtout il est interdit d'avoir plus de quatre exemplaires d'une même carte (exception faite des terrains de base). Mais surtout, il limite les éditions autorisées aux éditions de base parues dans un intervalle de deux ans, les rotations ayant lieu à l'automne.
Le type 2 est le format le plus joué en tournois. 

## Le type 3 (Limité)
À la recherche de nouvelles idées pour renouveler les tournois, le type 3 (aussi appelé Limité) a été mis en place. Dans celui-ci, les joueurs ne viennent pas avec un jeu déjà préparé, mais ils constituent leur jeu en début de tournoi à partir de cartes réparties équitablement entre les participants. Aucune limitation sur la constitution du jeu n'est donnée à part cette petite restriction : le jeu doit comporter au minimum quarante cartes dans ce format. Les terrains de base sont fournis.
Il existe plusieurs formes de type 3 dont voici les 3 principales : 
- Le paquet scellé :

Chaque joueur reçoit 6 boosters (90 cartes). Chacun doit se créer un deck (paquet) de minimum 40 cartes avec ce qu'il a reçu dans un temps imparti. Le paquet scellé est utilisé à la sortie d'une nouvelle extension ou édition. Les participants découvrent ainsi les cartes et leurs potentiels simultanément et retrouvent l'excitation de la surprise. Il est aussi utilisé durant les gros tournois (championnat de France ...) pour voir la capacité du joueur à créer un paquet compétitif en peu de temps. 
- Le Draft :

Chaque joueur reçoit 3 boosters. Les participants sont divisés généralement par tables de 8. Chacun ouvre son premier booster en même temps  puis choisit une carte en un temps imparti et passe son paquet à son voisin de gauche. L'opération se répète jusqu'à ce que toutes les cartes soient réparties. Le deuxième booster est ensuite ouvert puis on répète la technique mais en passant le booster à droite. Pour le dernier booster on répète le processus en donnant le booster à gauche.
- Le Rochester draft :

Chaque joueur dispose de 3 boosters. Le premier joueur, tiré au sort, ouvre son premier booster puis l'étale sur la table, face visible. À son tour, chaque joueur choisit une carte. Le sens de rotation des choix est alterné, encore une fois, entre droite et gauche à chaque changement de joueur.
Le type 3 est très intéressant car il associe les 3 plaisirs de ce jeu (l'ouverture surprise des boosters, la construction du deck et le jeu) tout en permettant de ne pas jouer avec les archétypes du moment et de créer un deck plaisant à jouer qui soit également compétitif. Un autre avantage de ce type est le faible coût pour participer à un tournoi.

## Le type 1.M (Modern)
Le Modern est un format officialisé en août 2011.

Ce format n'autorise que les cartes avec le nouveau design en excluant tous les packs de réédition (exemple: les coffrets From the vault).

Ce format autorise toutes les éditions de bases depuis la 8e édition (8e, 9e, 10e, M10, M11, M12, M13, M14, M15, M:Origins, M19, M20, M21) ainsi que les blocs suivants :

- Mirrodin
- Kamigawa
- Ravnica
- Spirale temporelle (timeshifted inclus)
- Lorwyn; Sombrelande
- Alara
- Zendikar
- Cicatrices de Mirrodin
- Innistrad
- Retour sur Ravnica
- Theros
- Khans of Tarkir
- Battle for Zendikar
- Ténèbres sur Innistrad
- Kaladesh
- Amonkhet
- Ixalan

Les cartes issues d'éditions ou de blocs antérieurs à la 8e édition (ancien graphisme) sont autorisées en Modern si elles ont été rééditées dans une quelconque édition ou un quelconque bloc dès la 8e édition.

Afin de limiter la présence de certains jeux, une banlist a été appliquée :

- Les terrains artefacts colorés (Ancienne tanière ; Siège du Synode ; Caveau des chuchotements ; Grand fourneau ; Arbre des récits)
- Vision ancestrale
- Shamane ritemort
- Mox de chrome
- Aperçu de la nature
- Retour de l'effroi
- Profondeurs obscures
- Troll des tombes golgari
- Hypergenèse
- Jace le sculpteur de l'esprit
- Faux pas mental
- Toupie de divination du sensei
- Pincecrane
- Mystique forgepierre
- Épée des humbles
- Jitte d'Umezawa
- Banc brûlant
- Zénith de Vertsoleil
- Guet des nuages
- Contemplation
- Prédestination
- Feu punitif
- Rite de flammes
- Elfe aux nattes sanguinolentes
- Chant bouillonnant
- "Fortune des mers"
- "Cosse de gestation"

## Le type 1.5 (legacy)
Le type 1.5 (ou legacy) est un format qui a été officialisé en 2005. Comme en Vintage, toutes les cartes depuis le début de Magic sont autorisées. À la différence du Vintage, il n'y a pas de cartes restreintes; à la place, les cartes trop puissantes sont bannies. La liste des cartes bannies en Legacy est complètement indépendante de la liste des cartes bannies ou restreintes en Vintage (même si les cartes bannies en Vintage le sont également en Legacy). Du fait de l'interdiction des cartes du Power Nine, le format Legacy est plus abordable financièrement que le Vintage.
Les cartes bannies sont les suivantes :
| - Amulet of Quoz - Ancestral Recall - Balance - Bazaar of Baghdad - Black Lotus - Black Vise - Bronze Tablet - Channel - Chaos Orb - Contract from Below - Darkpact - Demonic Attorney - Demonic Consultation - Demonic Tutor - Earthcraft - Falling Star - Fastbond - Flash - Frantic Search - Goblin Recruiter - Gush | - Hermit Druid - Imperial seal - Jeweled Bird - Library of Alexandria - Mana Crypt - Mana Drain - Mana Vault - Memory Jar - Mental Misstep - Mind Twist - Mind's Desire - Mishra's Workshop - Mox Emerald - Mox Jet - Mox Pearl - Mox Ruby - Mox Sapphire - Mystical tutor - Necropotence | - Oath of Druids - Rebirth - Skullclamp - Sol Ring - Shahrazad - Strip Mine - Survival of the Fittest - Tempest Efreet - Time Vault - Time Walk - Timetwister - Timmerian Fiends - Tinker - Tolarian Academy - Vampiric Tutor - Wheel of Fortune - Windfall - Worldgorger Dragon - Yawgmoth's Bargain - Yawgmoth's Will |